# Проблем универзалија
Проблем универзалија је спор у метафизици око тога да ли универзалије (општи појмови) реално постоје и какав је њихов однос према појединачним стварима. Расправа о универзалијама је на неки начин била наставак Аристотелове расправе са Платоном.
Постојање универзалија је било средишње питање схоластике. Два главна становишта у овој дебати су: реалистичко које тврди да општи појмови реално постоје и номиналистичко које сматра да постоје само појединачне ствари, а да су општи појмови само имена (номина). Унутар ових праваца постоје екстремне и умерене варијанте:
- екстремни реализам заступа платонистичко и новоплатонистичко гледиште да опште постоји реално, независно од појединачних ствари. Ово становиште изједначује степен општости са степеном бића и закључује да што је нешто општије, то је реалније.
- умерени реализам признаје егзистенцију универзалија, али тако да се општа бит индивидуално обликује у свакој појединачној ствари.
- ектремни номинализам сматра да постоје само појединачне ствари, а да је општи појам тек реч којом повезујемо више појединачних ствари.
- умерени номинализам (или концептуализам) држи да опште постоји у уму као појам, али не постоји реално као самостално биће.

У спору око универзалија Пјер Абелар је заузимао умерен став тврдећи да су универзалије прво „пре ствари“ у божјем уму, затим „у стварима“ као једнакост њихових бити и коначно „после ствари“ као појмови у људском уму.